# Mühlebach bei Amriswil
Mühlebach bei Amriswil è una frazione del comune svizzero di Amriswil, nel Canton Turgovia (distretto di Arbon).

## Storia

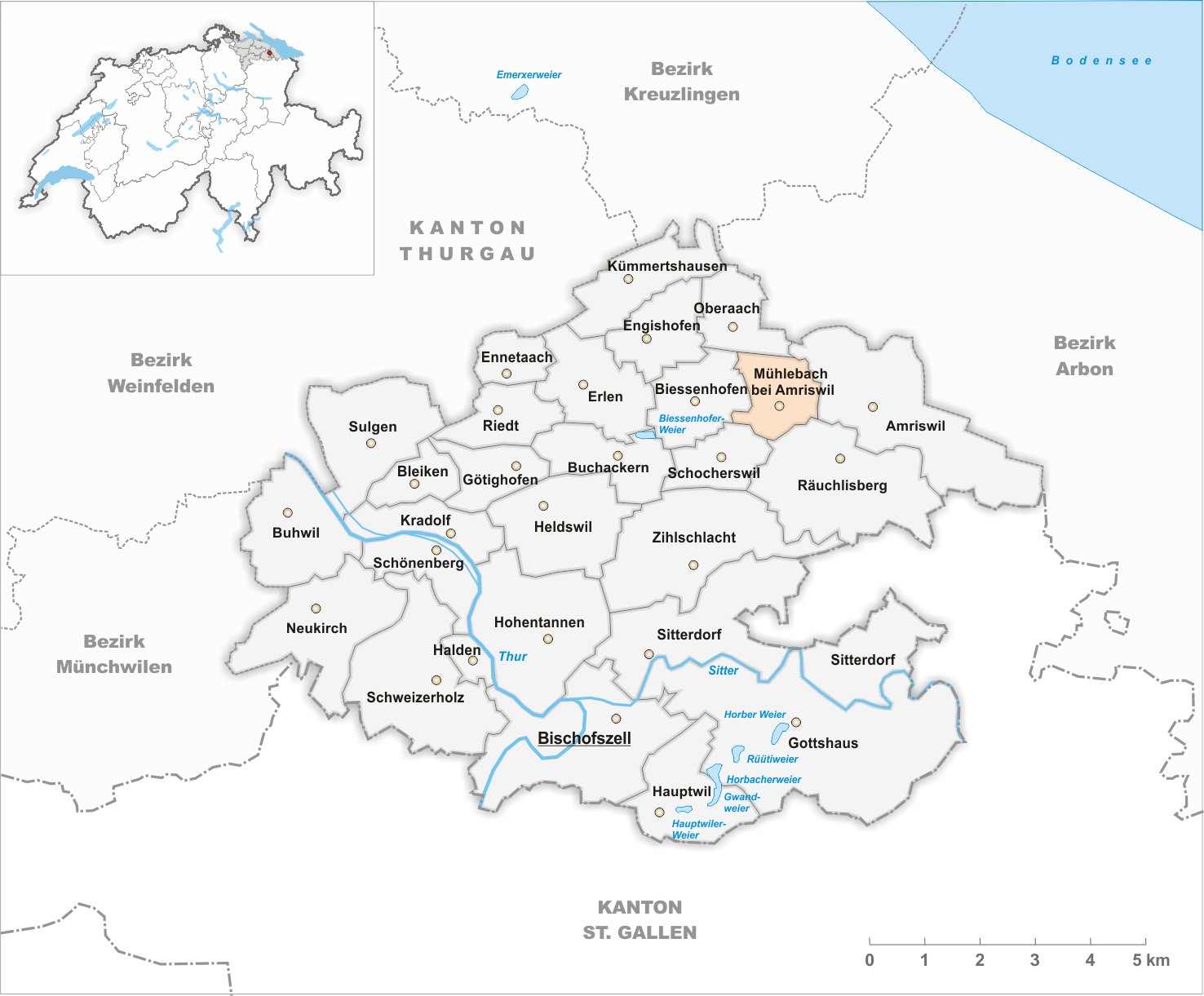
Il territorio del comune di Mühlebach bei Amriswil prima degli accorpamenti comunali del 1931

Già comune autonomo (Ortsgemeinde) che apparteneva al distretto di Bischofszell e che comprendeva anche le frazioni di Köpplishaus, Obermühle e Schrofen, nel 1931 è stato accorpato al comune di Amriswil.

## Società

### Evoluzione demografica
L'evoluzione demografica è riportata nella seguente tabella:
Abitanti censiti

## Amministrazione
Ogni famiglia originaria del luogo fa parte del cosiddetto comune patriziale e ha la responsabilità della manutenzione di ogni bene ricadente all'interno dei confini della frazione.